# Rivière Adonis
Pour les articles homonymes, voir Adonis.
La rivière Adonis est un tributaire du lac Adonis lequel se déverse dans la rivière du Lièvre. La rivière Adonis coule dans le territoire non organisé de Lac-Bazinet, dans la municipalité régionale de comté (MRC) de Antoine-Labelle, dans la région administrative des Laurentides, au Québec (Canada).

## Géographie
Les bassins versants voisins de la rivière Adonis sont :
- côté nord : lac Kawaskisigat ;
- côté est : lac Akonapwehikan, lac Nemiscachingue, rivière Kakw, rivière Némiscachingue ;
- côté sud : lac Adonis, rivière du Lièvre ;
- côté ouest : lac Bazinet, lac Wagwabika, rivière Mitchinamecus.

La rivière Adonis prend sa source du lac Marson (longueur : 2,4 km ; largeur : 0,8 km ; altitude : 451 m) lequel est situé au sud du lac Kawaskisigat, à l'ouest des lac Cabasta et de la rivière Kabasta ; et à l'est des lacs Peabody et Bazinet.
À partir de l'embouchure du lac Marson, la rivière Adonis coule sur 6,3 km vers le sud, en traversant vers le sud le lac Kaminictikowok, jusqu'à la décharge (venant du sud) du lac Turret (altitude : 424 m) ; puis 5,1 km en traversant la partie sud du lac Onitcanew (altitude : 400 m) jusqu'à une baie profonde de 0,8 km, sur la rive nord-est du lac Adonis (altitude : 396 m).
La rivière coule à l'ouest de la montagne Asati Sisipaskotokanan.

## Toponymie
Jadis, la rivière Adonis était désignée rivière Okai Cipicic ou rivière Doré.
Dans la mythologie grecque, le terme Adonis est le fils de Cinyras et de sa fille Myrrha. Adonis est personnifié comme un humain, amant d'Aphrodite. Adonis est associé à la rose et au myrte. Adonis est une divinité d'origine orientale, dont le nom est certainement sémitique, Adon signifiant « notre maître ».
Le toponyme rivière Adonis a été officialisé le 5 décembre 1968 à la Banque des noms de lieux de la Commission de toponymie du Québec.